# Fight Night Champion
Fight Night Champion est un jeu vidéo axé sur la simulation de boxe anglaise professionnelle, édité par EA Sports et développé par EA Canada, sorti le 3 mars 2011 sur PlayStation 3 et Xbox 360. Une version iOS est disponible depuis le 1er mars 2011 existe également pour iPod, iPhone et iPad.
Cette fois, la franchise a succès Fight Night prend un tournant décisif par rapport aux précédents volets : plus sombre avec un tout nouveau mode histoire entièrement scénarisé, et une réalisation très réaliste autant du point de vue des graphismes que de la trame. Une amélioration du mode créer un boxeur dans lequel il est possible de faire son combattant a été apportée. Côté graphique, le jeu a été beaucoup amélioré depuis Fight Night Round 4 autant au niveau de la réalisation des personnages et de l'environnement que des blessures subies par le boxeur et de l'impact des coups sur son corps et ce, dans le but d'exprimer pleinement "toute la brutalité de ce sport".
Le jeu a été dévoilé pour la première fois au "EA Sports Studio Showcase" le 7 juillet 2010. C'est la première fois qu'un jeu EA Sports offre une histoire entièrement inspirée des trames hollywoodiennes. Le Mode Champion (équivalent d'un mode solo ou histoire) a été fait de façon à recréer les aspects dramatiques et émotionnels de la carrière d'un boxeur (Andre Bishop), un peu à la façon d'un Rocky, où il faudra faire ses preuves pour atteindre le titre suprême.
Le mode "Palmarès" des anciens jeux est toujours de la partie.

## Contenu

### Personnages jouables
Le jeu offre un total de 70 boxeurs (DLCs compris) classés en différentes catégories :

#### Lourds
- Mike Tyson
- Mohamed Ali
- Chris Arreola
- Eric Esch
- George Foreman
- Joe Frazier
- David Haye
- Evander Holyfield
- Wladimir Klitschko
- Vitali Klitschko
- Lennox Lewis
- Sonny Liston
- Tommy Morrison
- Andre Bishop
- Jack Dempsey (DLC)
- Jack Johnson (DLC)
- Joe Louis (DLC)
- Rocky Marciano (DLC)
- Floyd Patterson (DLC)

#### Mi-Lourds
- Joe Calzaghe
- Chad Dawson
- Bernard Hopkins
- Roy Jones Jr.

#### Moyens
- Marvin Hagler
- Jake LaMotta
- Erislandy Lara
- Sugar Ray Leonard
- Peter Manfredo Jr.
- Anthony Mundine
- Carlos Monzón
- Sergio Mora
- Kelly Pavlik
- Sugar Ray Robinson
- Jermain Taylor
- Fernando Vargas
- Ronald Wright
- Andre Bishop
- Daniel Jacobs
- Thomas Hearns (DLC)
- Bernard Hopkins (DLC)
- Roy Jones Jr. (DLC)

#### Welters
- Emanuel Augustus
- Timothy Bradley
- Julio César Chávez
- Miguel Cotto
- Oscar De La Hoya
- Ricky Hatton
- Thomas Hearns
- Kendall Holt
- Zab Judah
- Sugar Ray Leonard
- Shane Mosley
- Victor Ortiz
- Manny Pacquiao
- Roberto Durán (DLC)
- Pernell Whitaker (DLC)

#### Légers
- Diego Corrales
- Roberto Durán
- Robert Guerrero
- Jesse James Leija
- Vinny Pazienza
- Pernell Whitaker
- Oscar De La Hoya (DLC)
- Manny Pacquiao (DLC)

#### Plumes
- Billy Dib
- Yuriorkis Gamboa
- Kevin Kelley
- Manny Pacquiao (DLC)

#### Coqs
- Nonito Donaire

## Système de jeu
Le système de contrôle est plus intuitif de façon à toucher un plus grand nombre de joueurs mais reste assez technique afin de ne pas trop dériver du côté arcade et de séduire également les plus puristes. Il est possible de frapper son adversaire avec des coups réalisables depuis plusieurs angles de frappe. Par exemple, un crochet gauche pourra être plongeant ou direct. Les possibilités de coups sont plus nombreuses que dans Fight Night Round 4, et le système de blocage a été simplifié : pour bloquer, il suffit de maintenir la touche prévue à cet effet. Une nouveauté dans le mode carrière : le pays dans lequel le boxeur s'entraînera, influera sur une de ses caractéristiques.

### Le mode champion
Le mode Champion raconte la carrière du jeune Andre Bishop depuis ses débuts dans les combats amateur, en passant par les combats en prison, jusqu'à la boxe professionnelle. Il faut pour cela, battre les adversaires avec un objectif ou une contrainte. Son entraîneur (qui peut faire penser à Mickey, l'entraîneur de Rocky) dans le film éponyme; le prend sous son aile durant toute sa carrière et le protège d'un promoteur sportif douteux qui, impressionné par son talent, désire l'acheter. Son grand rival s'appelle Isaac Frost, un monstre qui n'a jamais connu la défaite et détruit ses adversaires à chacun de ses combats.
Le gameplay ne diffère pas des autres modes de jeu, le système de combat reste le même, mais parfois le joueur doit remplir des objectifs durant le combat en boxant d'une certaine manière avec un handicap ou non. Les combats sont entrecoupés de cinématiques, afin de présenter l'histoire comme un film.

## Développement et sortie

### Bonus de pré-commande
Chez certains revendeurs, le jeu a été vendu avec un contenu additionnel comme bonus de pré-commande : Chez Amazon, les joueurs pourront incarner George Foreman "jeune" ; alors que les pré-commandeurs de chez GameStop bénéficieront de l'Everlast Boost Pack, c'est-à-dire des gants de boxe et des bottes de la marque Everlast qui pourront être enfilés par le boxeur.
À savoir qu'en ayant pré-commandé le jeu chez Micromania, ces deux bonus étaient offerts.

### Démo
La démo officielle permet d'incarner Mohamed Ali, Mike Tyson, Miguel Cotto et Manny Pacquiao dans des matchs de 3 rounds de 3 minutes hors ligne comme en ligne. Les parties en ligne ont été retirées quelque temps avant la sortie officielle du jeu.